# Michael Gardawski
Michael Gardawski (ur. 25 września 1990 w Kolonii) – niemiecki piłkarz polskiego pochodzenia, grający na pozycji lewego obrońcy.

## Kariera klubowa
Wychowanek SC Köln Weiler-Volkhoven. Od 2001 występował w 1. FC Köln. W sezonie 2008/2009 rozegrał w jego czwartoligowych rezerwach sześć meczów. W pierwszej połowie 2010 przebywał na wypożyczeniu w trzecioligowym Carl Zeiss Jena, dla którego zdobył trzy gole, zaś w sezonie 2010/2011 wypożyczony był do VfB Stuttgart II, w którym rozegrał 28 meczów i strzelił jedną bramkę. W 2011 przeszedł do VfL Osnabrück, a rok później trafił do czwartoligowej Viktorii Köln.
W latach 2013–2015 był zawodnikiem MSV Duisburg. Zadebiutował w nim 20 lipca 2013 w przegranym meczu z 1. FC Heidenheim (0:1), natomiast pierwszą bramkę zdobył 10 listopada 2013 w wygranym spotkaniu z VfL Osnabrück (1:0). W marcu 2014, w którym rozegrał pięć spotkań i strzelił dwa gole w meczach z Hansą Rostock (1:0) i 1. FC Saarbrücken (2:0), został wybrany zawodnikiem miesiąca w 3. Lidze. Łącznie na tym poziomie rozgrywek wystąpił w ciągu dwóch sezonów w 53 spotkaniach, w których zdobył osiem bramek. W latach 2015–2017 był graczem Hansy Rostock, w której barwach rozegrał 67 meczów i strzelił jednego gola w rozegranym 30 sierpnia 2015 spotkaniu z VfR Aalen (1:1). W Hansie pełnił funkcję kapitana.
W lipcu 2017 podpisał dwuletni kontrakt z Koroną Kielce. W Ekstraklasie zadebiutował 26 sierpnia 2017 w wygranym meczu z Bruk-Betem Termalicą Nieciecza (2:1). W sezonie 2017/2018 rozegrał w lidze 18 spotkań, ponadto wystąpił w trzech meczach Pucharu Polski. Pierwszego gola dla Korony strzelił 16 grudnia 2018 w zremisowanym spotkaniu ze Śląskiem Wrocław (1:1).
Od lipca 2020 jest zawodnikiem Cracovii, z którą podpisał dwuletni kontrakt z możliwością przedłużenia o rok.

## Kariera reprezentacyjna
W latach 2005–2006 rozegrał cztery mecze w reprezentacji Niemiec U-16 – w październiku 2005 wystąpił w dwumeczu z Rosją U-16, zaś w kwietniu 2006 zagrał w dwumeczu z Węgrami U-16. Występował także w kadrze Niemiec do lat 17.
W 2006 skontaktował się z nim trener Michał Globisz, który zaproponował mu grę w reprezentacji Polski U-16. Gardawski zgodził się, jednak przed rozpoczęciem zgrupowania naderwał mięsień dwugłowy, co wykluczyło go z udziału w nim. Później nie otrzymywał już powołań.

## Statystyki
| Sezon                  | Kraj   | Klub             | Rozgrywki    | Mecze | Bramki |
| ---------------------- | ------ | ---------------- | ------------ | ----- | ------ |
| 2009/2010 (j)          | Niemcy | 1. FC Köln       | Bundesliga   | 0     | 0      |
| 2009/2010 (w)          | Niemcy | Carl Zeiss Jena  | 3. Liga      | 14    | 3      |
| 2010/2011              | Niemcy | VfB Stuttgart II | 3. Liga      | 28    | 1      |
| 2011/2012              | Niemcy | VfL Osnabrück    | 3. Liga      | 24    | 0      |
| 2012/2013              | Niemcy | Viktoria Köln    | Regionalliga | 12    | 0      |
| 2013/2014              | Niemcy | MSV Duisburg     | 3. Liga      | 27    | 3      |
| 2014/2015              | Niemcy | MSV Duisburg     | 3. Liga      | 26    | 5      |
| 2015/2016              | Niemcy | Hansa Rostock    | 3. Liga      | 36    | 1      |
| 2016/2017              | Niemcy | Hansa Rostock    | 3. Liga      | 31    | 0      |
| 2017/2018              | Polska | Korona Kielce    | Ekstraklasa  | 18    | 0      |
| 2018/2019              | Polska | Korona Kielce    | Ekstraklasa  | 32    | 1      |
| 2019/2020              | Polska | Korona Kielce    | Ekstraklasa  | 4     | 0      |
| 2020/2021              | Polska | Cracovia         | Ekstraklasa  | 5     | 0      |
| Stan na 6 czerwca 2021 |        |                  |              |       |        |

## Życie prywatne
Jego rodzice urodzili się w Tychach. Ojciec grał w Polsce w piłkę nożna w III lidze, a w Niemczech był trenerem młodzieży i pracował w piekarni.